# Андерссон, Бо
Бо Ле́ннарт А́ндерссон (швед. Bo Lennart Andersson; род. 21 сентября 1956) — шведский кёрлингист.
В составе мужской сборной Швеции бронзовый призёр чемпионата мира 1984), участник двух чемпионатов Европы (лучший результат - серебряные призёры в 1985). Чемпион Швеции среди мужчин. В составе мужской сборной ветеранов Швеции серебряный призёр чемпионата мира 2008.
Играл в основном на позициях третьего и первого.

## Достижения
- Чемпионат мира по кёрлингу среди мужчин: бронза (1984).
- Чемпионат Европы по кёрлингу: серебро (1985).
- Чемпионат Швеции по кёрлингу среди мужчин: золото (1985).
- Чемпионат мира по кёрлингу среди ветеранов: серебро (2008).

## Команды
| Сезон   | Четвёртый     | Третий       | Второй         | Первый         | Турниры           |
| ------- | ------------- | ------------ | -------------- | -------------- | ----------------- |
| 1983—84 | Конни Эстлунд | Пер Линдеман | Карл фон Вендт | Бо Андерссон   | ЧМ 1984           |
| 1984—85 | Конни Эстлунд | Пер Линдеман | Карл фон Вендт | Бо Андерссон   | ЧШМ 1985          |
| 1985—86 | Конни Эстлунд | Пер Линдеман | Бо Андерссон   | Göran Åberg    | ЧЕ 1985           |
| 1989—90 | Пер Линдеман  | Бо Андерссон | Göran Åberg    | Карл фон Вендт | ЧЕ 1989 (5 место) |
| 2007—08 | Пер Линдеман  | Бо Андерссон | Карл фон Вендт | Gunnar Åberg   | ЧМВ 2008          |

(скипы выделены полужирным шрифтом)